# 湖岛
湖岛，又稱湖中島，指处于湖中的岛屿，是内陆岛屿的一种，湖岛可以通过多种方式形成。它们可能是由湖中沉积物堆积而成，它们也可能最初是湖岸的一部分，但由于湖水侵蚀或水位升高而与湖岸分离，湖岛亦可能会随时间推移而成为湖泊群岛。